# Reife Kirschen
Reife Kirschen ist ein deutscher Spielfilm aus dem DEFA-Studio für Spielfilme von Horst Seemann aus dem Jahr 1972.

## Handlung
An einem Sonntag fährt der Bauarbeiter Helmut Kamp mit seiner ganzen Familie auf Fahrrädern zum Baden an einen See. Bereits während einer Pause auf der Hinfahrt, erzählt er seiner Frau Elfriede, dass er mit seiner Brigade auf der Baustelle eines Atomkraftwerks an der Ostsee die Betonfundamente errichten soll. Dafür sagt sie ihm beim Schwimmen, dass sie ein Kind erwartet, was ihn überrascht, denn sie beide sind nicht mehr die Jüngsten. Gemeinsam haben sie bereits zwei Töchter, von denen die ältere Ingrid bereits über 20 Jahre alt ist, den etwa fünf Jahre alten Sohn Steffen hat, mit dem sie, alleinerziehend, noch bei ihren Eltern lebt. Die jüngere Helga geht noch zur Schule, will ihr Abitur machen und hat einen festen Freund.
Ingrid arbeitet als ungelernte Arbeiterin mit ihrer Mutter zusammen in einer Weberei, da sie, wegen ihrer Schwangerschaft, die Prüfung zum Abitur nicht bestanden hatte. Nach Feierabend geht sie zu ihrem Freund, einem Arzt aus der Poliklinik, den sie während eines Winterurlaubs in der Volksrepublik Polen kennengelernt hat. Als der endlich nach Hause kommt und sie bis dahin wortlos neben seiner Mutter sitzen musste, hat er nur den Sex mit ihr im Kopf. Deshalb fordert er sie auf, schnell das Bett zu machen und sich auszuziehen. Sehr früh am nächsten Morgen zieht sich Ingrid wieder an, denn ihr Sohn zu Hause lässt sie keine Ruhe finden.
Helmut kommt aus einer der Nachtschichten, die erforderlich wurden, da die bisherigen Fundamente für den Wohnungsbau als nicht ausreichend eingeschätzt wurden, nach Hause und will sein Frühstück zubereiten, was aber Elfriede übernimmt, die noch etwas Zeit hat, bis sie zur Arbeit gehen muss. Dabei erzählt sie ihm, dass sie bei der Frauenärztin war, die ihr vorschlug, einen Schwangerschaftsabbruch durchzuführen, was in ihrem Alter wahrscheinlich die bessere Lösung wäre. Doch Elfriede will sich nicht festlegen, ohne erst mit ihrem Mann darüber gesprochen zu haben. Der hat immer sich immer noch nicht in der Angelegenheit mit der Baustelle an der Ostsee entschieden, so dass es im Moment nur ungeklärte Probleme gibt. Ein paar Tage später sagt Elfriede ihrem Mann, dass sie das Kind wegmachen lassen will und er die Schwangerschaft der großen Tochter beibringen soll. Doch dazu kommt er gar nicht, denn Ingrid redet nur von ihrem befreundeten Doktor und dass sie nicht weiß, ob sie mit ihm in der Zukunft zusammenbleiben wird. Sie legt sich sogar fest, dass der Doktor wenig Chancen hat, obwohl es sexuell zwischen beiden keine Probleme gibt. Dann erfährt sie doch noch von Steffen, dass Oma und Opa ein Kind bekommen, das jetzt auch beide haben wollen.
Auf der Baustelle erfährt Helmut Kamp über die Lautsprecher, dass er Vater geworden ist. Gemeinsam mit zwei seiner Kollegen fährt er zu Elfriede ins Krankenhaus, wo er auch seinen Sohn das erste Mal zu sehen bekommt. Nachdem er zuvor mit seiner Frau abgesprochen hatte, die Aufgabe an der Ostsee anzunehmen, fährt er gemeinsam mit dem Parteisekretär Klaus Tiller zur Objektbesichtigung an die Küste, verspricht Elfriede aber zuvor, Urlaub zu nehmen, wenn sie mit dem Kind nach Hause kommt. Etwa drei Kilometer vor dem Hotel steigt Kamp aus dem Auto aus, um den Rest zu Fuß zu gehen. Hierbei trifft er auf Dr. Ika, der sich als Architekt von der Baustelle vorstellt. Bei dieser Gelegenheit bekommt Kamp gleich erklärt, wie die ganze Gegend später einmal aussehen soll. Als er hört, dass er mindestens sechs Jahre auf diesem Bau zubringen soll, überlegt er sich das doch noch einmal anders und will am nächsten Tag wieder nach Hause fahren. Als er bereits im Zug sitzt, erscheint Tiller und holt ihn wieder zurück, denn er soll erst am nächsten Tag wieder abfahren, da noch nicht alle Aufgaben erledigt sind.
Im Wohnheim der Thüringer Baustelle auf der Kamp arbeitet, wollen zwei Kollegen seiner Brigade, den Kollegen Schmidt bitten, dass er Helmuts Frau mit dem neugeborenen Sohn aus dem Krankenhaus holt, um ihn damit zu überraschen. Schmidt, der mit seiner Freundin noch im Bett liegt, erklärt sich sofort bereit, bis ihm einfällt, dass er noch von der vergangenen Nacht etwas Alkohol im Blut hat. Doch seine Kollegen überzeugen ihn, trotzdem zu fahren. Während der Fahrt vom Krankenhaus zum Haus der Familie Kamp werden sie in einen Unfall verwickelt, den Schmidt zwar nicht verschuldet, aber den Frau Kamp, im Gegensatz zu ihrem Sohn, nicht überlebt. Im Hotel erfährt Helmut vom Tod seiner Frau und fährt umgehend nach Hause.
Auch Scholz, der er an dem Unfall keine Schuld hatte, will wie seine anderen Kollegen an der Beisetzung teilnehmen, wird aber von denen weggeschickt. Helmut ist mit den Nerven völlig am Boden, wartet nicht einmal die Beileidsbekundungen ab, geht nach Hause und fährt mit dem Fahrrad in den Wald, wo er auch die nächsten drei Nächte verbringt. Voller Sorgen fährt Ingrid zur Baustelle, um ihn dort zu suchen. Doch hier befindet er sich auch nicht und gemeinsam mit Lehnert, einem engen Freund Helmuts, gehen sie weiter auf die Suche und finden ihn, in sich gesunken, an einem See sitzend. Er weiß nicht mehr wie es weitergehen soll, geht aber erst einmal mit nach Hause. Der Sohn, der sich nach dem Unfall noch zur Kontrolle im Krankenhaus aufhält, kann nun von Helmut und seiner Tochter abgeholt werden. In der Zwischenzeit hat er beschlossen, sein Haus zu verkaufen und mit seinen drei Kindern und dem Enkel an die Ostsee zu ziehen. Doch Ingrid lehnt das ab und Helga will kurz vor dem Abitur ihre Schule und ihren Freund nicht verlassen. Deshalb beschließt Helmut doch nicht an die Küste zu ziehen und will seine Kollegen ohne ihn dort arbeiten lassen, was diese aber dazu bewegt, ebenfalls in Thüringen bleiben zu wollen. Dieses Gespräch stimmt ihn um, nun will er doch mit seiner Brigade an dem Atomkraftwerk mitbauen und für seinen Sohn will er versuchen dort einen Heimplatz zu bekommen. Um die gesamte Brigade wieder komplett dabei zu haben, geht er auch zu Scholz, der sich inzwischen eine neue Arbeitsstelle gesucht hat, um Kamp aus dem Weg zu gehen.
Gemeinsam fährt die Brigade zur neuen Baustelle und wird im bereits bekannten Hotel untergebracht, während sich Ingrid in Thüringen um ihren kleinen Bruder kümmern muss. Im Hotel trifft Kamp auch auf Dr. Ika und die sowjetische Spezialistin Swetlana Saizowa, die er bereits von einem Besuch mit Tiller auf dem Berliner Fernsehturm kennt. Nachdem die Fundamentbauer bereits eine geraume Zeit am Atomkraftwerk tätig sind, nimmt Tiller seinen Genossen beiseite und erklärt ihm, dass seine Tage auf der Baustelle gezählt sind, da er anderweitig neue Aufgaben zugewiesen bekommen hat. Der neue Parteisekretär soll in Zukunft Helmut Kamp heißen, doch der will bei seinem Beton bleiben. Inzwischen ist Ingrids Urlaub abgelaufen und um die nächste Zeit einigermaßen zu überstehen, schlägt sie ihrem Freund vor, zusammenzuziehen und ihren Bruder bis zur Errichtung eines Heimes an der Ostsee, zu sich zu nehmen. Damit ist Dr. Beißert überhaupt nicht einverstanden und da Ingrid in dieser Beziehung schon länger Probleme sah, trennt sie sich, wenn auch schweren Herzens, von ihm.
Kamp hat Ärger auf der Baustelle und will bei seinen Kindern eine Auszeit nehmen. Er sitzt bereits im Zug, als sich Swetlana zu ihm setzt. Plötzlich sieht er durch das Fenster seine große Tochter mit dem Kinderwagen auf dem Bahnsteig entlanglaufen und beide verlassen schnell den bereits anfahrenden Zug. Tiller holt alle erst einmal vom Bahnhof ab. Bei dieser Gelegenheit erklärt Helmut ihm, dass er doch die Funktion des Parteisekretärs übernehmen würde, auch wenn er deshalb die Parteischule besuchen muss. Ingrid ist im Hotelzimmer ihres Vaters beim Waschen der Wäsche und bekommt dabei Besuch von Dr. Ika, der eigentlich zu Helmut Kamp will. Bei dieser Gelegenheit bietet er ihr eine Teilzeitstelle in seinem Büro an, die sie gut gebrauchen könnte. Als der Architekt Ingrid am Strand trifft, gesteht er ihr, dass sie ihm gefällt, was ihr wiederum gefällt und als sie mit dem Zug zur Abiturprüfung, für die sie regelmäßig die Abendschule besucht hat, fahren will, erscheint er auf dem Bahnhof, um sich zu verabschieden und ihr Mut zuzusprechen.

## Produktion und Veröffentlichung
Reife Kirschen wurde von der Künstlerischen Arbeitsgruppe „Babelsberg“ auf ORWO-Color, sowie Totalvision, unter dem Arbeitstitel Ankunft einer bestimmten Liebe gedreht und hatte eine Voraufführung am 15. Juni 1972 anlässlich der bevorstehenden 14. Arbeiterfestspiele in Schwerin. Die festliche DDR-Premiere fand am 28. September 1972 im Berliner Kino Kosmos statt. Im Fernsehen der DDR wurde der Film das erste Mal am 7. Oktober 1973 im 1. Programm gezeigt.
Für das Szenarium waren Manfred Richter und Horst Seemann verantwortlich und die Dramaturgie lag in den Händen von Walter Janka. Der Gesang während des Vorspanns wurde von Christel Schulze gesungen. Die Außenaufnahmen wurden zum großen Teil im thüringischen Neulobeda gedreht.

## Synchronisation
| Rolle        | Darsteller                     | Sprecher   |
| ------------ | ------------------------------ | ---------- |
| Hotelportier | Wiktor Michailowitsch Kolpakow | Karl Brenk |

## Kritik
In der Kritik der Neuen Zeit legte sich Helmut Ullrich fest, dass der Film, in dem es neben der Arbeit auch sehr viel um Liebe geht, durchaus zum Nachdenken anregt. Man merkt, dass sich der Stil des Regisseurs, im Gegensatz zu seinen bisherigen Filmen, verändert hat und ist jetzt gelöster, schlichter und realistischer geworden.
Im Neuen Deutschland meinte Rolf Richter, dass der Film dazu neigt, Situationen zuzuspitzen, dramatisch zu überhöhen oder komische Effekte zu verwenden. Doch leider werden dadurch die Gedanken der Szenen nicht vertieft. Durch das intensive Betrachten der Emotionen der gezeigten Menschen während des Films, findet der Regisseur zum Schluss keine Zeit mehr zu erzählen, wie sie sich verändern und in ihren Lebensvorstellungen wandeln.
In der Berliner Zeitung bemerkte Günter Sobe:

„Wahrlich um Kleinigkeiten geht’s hier nicht, und an Ereignisarmut krankt der Film auch nicht. Es gibt eine Menge Konfliktsituationen. Entscheidungen, Wandlungen werden gezeigt. Es gelingt szenenweise starke Emotionen aufzubauen. […] Der Film ist dramaturgisch geradlinig gebaut, es wird chronologisch erzählt. Der Zuschauer nimmt optisch teil an den Entscheidungen aber – und hier scheint mir der Kern der Dinge zu liegen – er nimmt nicht Teil an den Wandlungen, sie werden ihm fertig geboten, glatt und klar.“

Das Lexikon des internationalen Films schreibt: 

„Emotional ansprechendes, wenn auch stellenweise arg pathetisches Beispiel des ‚sozialistischen Realismus‘, interessant in der Thematik, in der Behandlung der angesprochenen Probleme jedoch oberflächlich, weil viel zu überladen.“